# Florica Ungur
Florica Ungur (n. 8 iunie 1939, Fâșca, România – d. 4 august 2011, Oradea, România) a fost o cântăreață română de muzică populară din Bihor și profesoară de limba latină.

## Biografie
Aude primele melodii (de ex. „Noi merem după mireasă”) la mama sa (Ileana Cociuba), pe care ulterior le-a înregistrat. Alte două persoane care au influențat deosebit de mult viața artistei sunt: profesorul de folclor Mihai Pop și profesoara sa de canto de la Școala Populară de Artă Rhea-Silvia Pop de Popa (sora lui Ioan Pop de Popa).
Cântăreața afirmă într-un interviu (acordat lui Horia Blidaru) că n-a vrut și n-a făcut „carieră din cântat”. „Nu mi-am propus niciodată să cânt pentru a avea succes, ci pentru a mângâia sufletul celor care au izvodit cântarea.” (Dintr-un interviu acordat “Opiniei studențești”, nr. 1-2 (8-9) an II, ian.-febr. 1975)
A urmat cursurile liceului din Vadu Crișului („Școala Medie Vadu Crișului), unul dintre primele licee din mediul rural din România, pe care l-a absolvit în prima promoție (1956).  
A absolvit cursurile Universității din București, secția limbi clasice (latină și greacă veche) și a fost profesoară de latină în liceu. Cântăreața mărturisește: „(...) era de așteptat să-mi respect vocația de dascăl, dobândită, și să fructific talentul dat de Dumnezeu în timpul care-mi rămânea după munca la catedră.”
Interpreta a reușit să culeagă, să interpreteze și să înregistreze peste 150 de melodii de o valoare inestimabilă pentru sufletul românesc. „(...) trebuie spus că, în urmă cu ani, știam un „pelerin” care își purta – prin Moldova și Maramureș, prin București și pe drumurile lungi ale țării – acasele prin cântecele Floricăi Ungur, că atunci când scria, un om de litere asculta, în surdină cântecele Floricăi Ungur, că un sculptor bucureștean asemenea muzele cu cântecele Floricăi Ungur.” (Miron Blaga, „Florica Ungur sau autenticitatea cântecului”).
A înregistrat primul disc Electrecord în anul 1970, la vârsta de 31 de ani. A mai înregistrat încă nouă discuri, cinci casete audio și un CD. „A colaborat cu mari orchestre, ansambluri și dirijori, a participat ca invitată la cele mai mari festivaluri de folclor din țară și din străinătate, a avut emisiuni și înregistrări la toate posturile naționale de televiziune și și-a exprimat crezul artistic și respectul pentru valorile cântecului popular în iverse articole și interviuri.” (prof. Crăciun Parasca)

## Cântece
- „Bate vînt de la Orade”
- „Cine nu știe ce-i doru”
- „Dă cine mi-i mie dor”
- „Ai, li, li, frunză galbănă”
- „De când îi badea pe vale”
- „Vino, bade, prin ogradă”
- „Face-te-ai, grâule, bun!”
- „Cântă, cucule, că-i bine!”
- „Dragostile și doru”
- „Cui ii urâtă lumea”
- „Cine-o zîs întâi doina”
- „Dragu mi-i de neamu meu”
- „Drag mi-i danțu din bătrâni”
- „Dac-ar ști ochii vorbi”
- „Bună dimineața, nană!”
- „Codrule, face-te-ai nor!”
- „Maică, nu mă sfădi rău”
- „Codrule cu frunza-n drum”
- „Rău le pare unora”
- „Fluieră badea la rât”
- „Mândră-i calea pă su' dâmb”
- „Mă mână maica după apă”
- „Măicuță, când m-ai făcut”
- „Noi merem după mireasă”
- „Arde lumina de seu”
- „Dusu-s-o badea, cătană”
- „Toarce, furculeana mea”
- „Toarce, furca mea sub grindă”
- „Voie bună ne facem”
- „Am un bade mic, nu mare”
- „Bădiță, nume cu dor”
- „Când ești tânăr să iubești”
- „Gândi-ua focu-așe multe”
- „Hora tortului”
- „Hori-le-aș horile lin”
- „Horește-ți, fată, horile”
- „Io d-acela om am fost”
- „Mă mir de ce-am bătrânit”
- „Măi bădiță, bade drag”
- „Mult mâ-ntreabă inima”
- „Nu știu ce nuntă-i asta”
- „Păcatu-i c-am bătrânit”
- „Până-i soare pe răzoare”
- „Pe bădiță-l cheamă Petre”
- „Pe calea de șezătoare”
- „Săracu, ce drum de țară”
- „Satu meu îi sat pe șes”
- „Scumpă m-o ținut maica”
- „Slobozi, Doamne, glasul meu”
- „Toată lumea-mi zice rău”
- „În Oradea și Tinca”

Melodiile sunt interpretate de Florica Ungur cu o mare sensibilitate. „Cânt pentru a-l aduce pe omul zilelor noastre în fața sa, pentru a-l oglindi în coordonatele spirituale care l-au generat și l-au perpetuat. Cânt pentru că a cânta înseamnă a viețui într-un anume fel, pentru că a cânta este sinonim cu a recrea lumea după măsura ta.” „Cred că omul trebuie să caute mulțumirea sufletească și fericirea înăuntrul său. Cu această convingere în suflet, încerc să ofer celor din jur câte un strop din lumina mea interioară, iar cântecul îmi este mesager.” 
Acesta este „crezul artistic ” al interpretei. De aici se poate desprinde dragostea pe care aceasta le-o poartă ascultătorilor, dăruindu-le pacea sufletească. Ascultătorii, la rândul lor o iubesc, manifestându-și sentimentele de admirație în diverse rânduri: „Florica Ungur (...), această fantastică pasere a cântecului, a înviorat plaiurile Ardealului, punînd pe colnice rouă și bucurie, relicte dintr-un ultim secret al țăranului în dorința lui de a lovi cerul cu bățul... Venind cu graiul de acasă al părinților și al strămoșilor, beneficiind și de buna conservare a muzicii și a tradițiilor în această zonă a țării, înzestrată fiind cu o aleasă cultură și cu un rafinat gust pentru autentic și inedit - ea cultivă doina cea tărăgănat curgătoare, cîntecul de joc și de nuntă, și cîntecul de jale - “șoptit” și “fluierat” - mai mult bocet, dar de un colorit aparte. 
Vocea caldă, cu un timbru specific, modulată cu ușurință, și versurile încărcate metaforic, deși foarte simple - concură în egală măsură la crearea unei stări “poetice” greu de înlăturat din sufletul ascultătorului. Cântecul, chiar cel de joc, îmbracă o dulce aureolă melancolică, el se circumscrie vieții rurale din care a isvorît, înnobilînd satul și oamenii lui.” (Lucian Steia, Marginalii la cântările Floricăi Ungur, în: Alma Mater, nr. 9-10 (33-34), an V, octombrie-noiembrie 1973)
„Cântecul Floricăi Ungur pune un strop de fericire în fiecare inimă. (...) Cântecul ei preamărește omul, viața, iubirea în firescul și sublimul lor”. (Ioan Laza, ziarist, Farmecul unui glas, Crișana, 1976)
„Florica Ungur m-a învățat cântecele, și s-a înălțat pe prispa casei cu ele, apoi a adormit în tărâmurile lor legănată de o mamă bătrână, cu brâul de lână. Cântecul ei se frânge în lumină și-n duh de sărbătoare, cheamă la viață și-n bucuria îndurerată, aproape de istov, ne spune povestea neamului.” (Vasile Vetișeanu , Floare din Bihor – Florica Ungur, Crișana, 1974)
„Ascultând-o cântând pe Florica Ungur, sufletul se desprinde din banalul cotidian și se apropie de divinitate, misterios, dar sigur. Căci, în cântecele ei fără pereche, cu aer de munți sălhui, sunt feliile noastre de dăruire și cultură, accentele noastre de îndumnezeire. (Miron Blaga, Florica Ungur sau adâncimile cântecului)
Ca o încununare a  activităților sale din domeniul artistic și pentru promovarea autenticității folclorului românesc, interpreta a primit la 19 decembrie 2008 diploma „Pro meritis”.